# Liste der französischen Abgeordneten zum EU-Parlament (1984–1989)
Die Liste der französischen Abgeordneten zum EU-Parlament (1984–1989) listet alle französischen Mitglieder des 2. Europäischen Parlaments nach der Europawahl in Frankreich 1987.

## Mandatsstärke der Parteien
- KOM: 10
- SOC: 20
- LD/LDR: 12
- EVP: 9
- EDA: 20
- ER: 10

| Nationale Partei                         | Mandate | Fraktion                                                                                          |
| ---------------------------------------- | ------- | ------------------------------------------------------------------------------------------------- |
| Parti socialiste (PS)                    | 20      | Sozialistische Fraktion (SOC)                                                                     |
| Rassemblement pour la République (RPR)   | 20      | Fraktion der Sammlungsbewegung der Europäischen Demokraten (EDA)                                  |
| Parti républicain (PR)                   | 06      | Liberale und Demokratische Fraktion (LD)Liberale und Demokratische Reformfraktion (LDR) (ab 1985) |
| Union pour la démocratie française (UDF) | 06      | Liberale und Demokratische Fraktion (LD)Liberale und Demokratische Reformfraktion (LDR) (ab 1985) |
| Union pour la démocratie française (UDF) | 09      | Fraktion der Europäischen Volkspartei (EVP)                                                       |
| Parti communiste français (PCF)          | 10      | Fraktion der Kommunisten und Nahestehenden (KOM)                                                  |
| Front National (FN)                      | 10      | Fraktion der Europäischen Rechten (ER)                                                            |
| Gesamt                                   | 81      |                                                                                                   |

## Abgeordnete
| Bild | MEP                        | von               | bis               | Partei | Fraktion | Anmerkungen                                                            |
| ---- | -------------------------- | ----------------- | ----------------- | ------ | -------- | ---------------------------------------------------------------------- |
|      | Jean-Pierre Abelin         | 24. Juli 1984     | 24. Juli 1989     | UDF    | EVP      |                                                                        |
|      | Jean-Marie Alexandre       | 9. September 1987 | 24. Juli 1989     | PS     | SOC      | Nachgerückt für Roger Fajardie                                         |
|      | Magdeleine Anglade         | 24. Juli 1984     | 24. Juli 1989     | RPR    | EDA      |                                                                        |
|      | Bernard Antony             | 24. Juli 1984     | 24. Juli 1989     | FN     | ER       |                                                                        |
|      | Jean-Paul Bachy            | 24. Juli 1984     | 30. Juni 1988     | PS     | SOC      | Nachrücker: Martine Buron                                              |
|      | Monique Badénes            | 24. Juli 1984     | 6. Januar 1989    | RPR    | EDA      | Nachgerückt für Anne-Marie Dupuy                                       |
|      | Louis Baillot              | 28. April 1986    | 24. Juli 1989     | PCF    | KOM      | Nachgerückt für Maxime François Gremetz                                |
|      | Robert Batailly            | 7. Januar 1989    | 24. Juli 1989     | PR     | LD/LDR   | Nachgerückt für Christiane Scrivener                                   |
|      | Dominique Baudis           | 24. Juli 1984     | 30. Juni 1988     | UDF    | EVP      | Nachrücker: Stéphane Dermaux                                           |
|      | Denis Baudouin             | 24. Juli 1984     | 24. Juli 1989     | RPR    | EDA      |                                                                        |
|      | Charles E. Baur            | 12. Dezember 1986 | 24. Juli 1989     | RPR    | EDA      | Nachgerückt für Jean-François Mancel                                   |
|      | Gérard Benhamou            | 9. September 1987 | 24. Juli 1989     | RPR    | EDA      | Nachgerückt für Nicole Chouraqui                                       |
|      | Pierre Bernard-Reymond     | 24. Juli 1984     | 4. Dezember 1986  | UDF    | EVP      | Nachrücker: Raymond Tourrain                                           |
|      | Jean Besse                 | 24. Juli 1984     | 24. Juli 1989     | PS     | SOC      |                                                                        |
|      | Roland Blum                | 20. März 1986     | 3. April 1987     | PR     | LD/LDR   | Nachgerückt für Gérard Longuet, Nachrücker: Hubert Jean Buchou         |
|      | Gisèle Bochenek-Forray     | 24. Juli 1984     | 24. Juli 1989     | PS     | SOC      |                                                                        |
|      | Alain Bombard              | 24. Juli 1984     | 24. Juli 1989     | PS     | SOC      |                                                                        |
|      | Paulin-Christian Bruné     | 2. April 1986     | 30. Juni 1986     | UDF    | LD/LDR   | Nachgerückt für Jean-François Deniau, Nachrücker: Jean-Pierre Cassabel |
|      | Hubert Jean Buchou         | 4. April 1987     | 30. Juni 1986     | PR     | LD/LDR   | Nachgerückt für Roland Blum                                            |
|      | Martine Buron              | 1. Juli 1988      | 30. Juni 1986     | PS     | SOC      | Nachgerückt für Jean-Paul Bachy                                        |
|      | Alain Carignon             | 24. Juli 1984     | 19. März 1986     | RPR    | EDA      | Nachrücker: Roger Gauthier                                             |
|      | Jean-Pierre Cassabel       | 1. Juli 1986      | 28. Oktober 1987  | UDF    | LD/LDR   | Nachgerückt für Paulin-Christian Bruné, Nachrücker: Christiane Papon   |
|      | Dominique Chaboche         | 24. Juli 1984     | 15. April 1986    | FN     | ER       | Nachrücker: Roland Goguillot                                           |
|      | Robert Chambeiron          | 24. Juli 1984     | 24. Juli 1989     | PCF    | KOM      |                                                                        |
|      | Roger Chinaud              | 24. Juli 1984     | 11. April 1989    | PR     | LD/LDR   | Nachrücker: Jacqueline Grand                                           |
|      | Nicole Chouraqui           | 24. Juli 1984     | 8. September 1987 | RPR    | EDA      | Nachrücker: Gérard Benhamou                                            |
|      | Louis Chopier              | 21. Juli 1988     | 24. Juli 1989     | PS     | SOC      | Nachgerückt für Marie-Noëlle Lienemann                                 |
|      | Michel Collinot            | 24. Juli 1984     | 24. Juli 1989     | FN     | ER       |                                                                        |
|      | Alfred Coste-Floret        | 24. Juli 1984     | 24. Juli 1989     | RPR    | EDA      |                                                                        |
|      | Jean-Pierre Cot            | 24. Juli 1984     | 24. Juli 1989     | PS     | SOC      |                                                                        |
|      | Jean E. Crusol             | 16. Mai 1988      | 24. Juli 1989     | PS     | SOC      | Nachgerückt für Lionel Jospin                                          |
|      | Michel Debatisse           | 24. Juli 1984     | 24. Juli 1989     | UDF    | EVP      |                                                                        |
|      | Georges de Brémond d'Ars   | 9. September 1988 | 24. Juli 1989     | RPR    | EDA      | Nachgerückt für Roger Partrat                                          |
|      | Michel De Camaret          | 24. Juli 1984     | 30. Juni 1987     | FN     | ER       | Nachrücker: Roger Palmieri                                             |
|      | Christian De La Malène     | 24. Juli 1984     | 24. Juli 1989     | RPR    | EDA      |                                                                        |
|      | Robert Delorozoy           | 6. September 1986 | 24. Juli 1989     | PR     | LD/LDR   | Nachgerückt für André Rossi                                            |
|      | Danielle De March-Ronco    | 24. Juli 1984     | 24. Juli 1989     | PCF    | KOM      |                                                                        |
|      | Jean-François Deniau       | 24. Juli 1984     | 1. April 1986     | UDF    | LD/LDR   | Nachrücker: Paulin-Christian Bruné                                     |
|      | Stéphane Dermaux           | 1. Juli 1988      | 24. Juli 1989     | UDF    | EVP      | Nachgerückt für Dominique Baudis                                       |
|      | Gilbert Devèze             | 16. April 1986    | 24. Juli 1989     | FN     | ER       | Nachgerückt für Jean-Pierre Stirbois                                   |
|      | Georges H. Donnez          | 24. Juli 1984     | 24. Juli 1989     | UDF    | LD/LDR   |                                                                        |
|      | Anne-Marie Dupuy           | 24. Juli 1984     | 5. Januar 1989    | RPR    | EDA      | Nachrücker: Monique Badénes                                            |
|      | Louis Eyraud               | 24. Juli 1984     | 24. Juli 1989     | PS     | SOC      |                                                                        |
|      | Roger Fajardie             | 24. Juli 1984     | 8. September 1987 | PS     | SOC      | Nachrücker: Jean-Marie Alexandre                                       |
|      | André Fanton               | 24. Juli 1984     | 24. Juli 1989     | RPR    | EDA      |                                                                        |
|      | Léon Fatous                | 24. Juli 1984     | 24. Juli 1989     | PS     | SOC      |                                                                        |
|      | Gaston Flosse              | 24. Juli 1984     | 19. März 1986     | RPR    | EDA      | Nachrücker: Pierre Lataillade                                          |
|      | Nicole Fontaine            | 24. Juli 1984     | 24. Juli 1989     | UDF    | EVP      |                                                                        |
|      | André Fourçans             | 17. August 1986   | 24. Juli 1989     | PR     | LD/LDR   | Nachgerückt für Yves A.R. Galland                                      |
|      | Yvette M. Fuillet          | 24. Juli 1984     | 24. Juli 1989     | PS     | SOC      |                                                                        |
|      | Colette Gadioux            | 24. Juli 1984     | 24. Juli 1989     | PS     | SOC      |                                                                        |
|      | Yves A.R. Galland          | 24. Juli 1984     | 18. August 1986   | PR     | LD/LDR   | Nachrücker: André Fourçans                                             |
|      | Max Gallo                  | 24. Juli 1984     | 24. Juli 1989     | PS     | SOC      |                                                                        |
|      | Roger Gauthier             | 20. März 1986     | 24. Juli 1989     | RPR    | EDA      | Nachgerückt für Alain Carignon                                         |
|      | Roland Goguillot           | 16. April 1986    | 24. Juli 1989     | FN     | ER       | Nachgerückt für Dominique Chaboche                                     |
|      | Jacqueline Grand           | 12. April 1989    | 24. Juli 1989     | PR     | LD/LDR   | Nachgerückt für Roger Chinaud                                          |
|      | Maxime François Gremetz    | 24. Juli 1984     | 29. April 1986    | PCF    | KOM      | Nachrücker: Louis Baillot                                              |
|      | Guy Jean Guermeur          | 24. Juli 1984     | 24. Juli 1989     | RPR    | EDA      |                                                                        |
|      | Robert E.V. Hersant        | 24. Juli 1984     | 24. Juli 1989     | UDF    | EVP      |                                                                        |
|      | Jacqueline Hoffmann        | 24. Juli 1984     | 29. April 1986    | PCF    | KOM      | Nachrücker: Sylvie Mayer                                               |
|      | Jean-Paul Hugot            | 10. Oktober 1988  | 24. Juli 1989     | UDF    | EVP      | Nachgerückt für Jean A.F. Lecanuet                                     |
|      | Lionel Jospin              | 24. Juli 1984     | 15. Mai 1988      | PS     | SOC      | Nachrücker: Jean E. Crusol                                             |
|      | Alain Juppé                | 24. Juli 1984     | 19. März 1986     | RPR    | EDA      | Nachrücker: Jean-Marie Vanlerenberghe                                  |
|      | Pierre Lataillade          | 20. März 1986     | 24. Juli 1989     | RPR    | EDA      | Nachgerückt für Gaston Flosse                                          |
|      | Jean A.F. Lecanuet         | 24. Juli 1984     | 9. Oktober 1988   | UDF    | EVP      | Nachrücker: Jean-Paul Hugot                                            |
|      | Jean-Marie Le Chevallier   | 24. Juli 1984     | 24. Juli 1989     | FN     | ER       |                                                                        |
|      | Olivier Lefèvre d'Ormesson | 24. Juli 1984     | 24. Juli 1989     | FN     | ER       |                                                                        |
|      | Martine Lehideux           | 24. Juli 1984     | 24. Juli 1989     | FN     | ER       |                                                                        |
|      | Jean-Marie Le Pen          | 24. Juli 1984     | 24. Juli 1989     | FN     | ER       |                                                                        |
|      | Marie-Noëlle Lienemann     | 24. Juli 1984     | 20. Juli 1988     | PS     | SOC      | Nachrücker: Louis Chopier                                              |
|      | Gérard Longuet             | 24. Juli 1984     | 19. März 1986     | PR     | LD/LDR   | Nachrücker: Roland Blum                                                |
|      | Charles-Emile Loo          | 24. Juli 1984     | 24. Juli 1989     | PS     | SOC      |                                                                        |
|      | Emmanuel P.M. Maffre-Baugé | 24. Juli 1984     | 24. Juli 1989     | PCF    | KOM      |                                                                        |
|      | Philippe Malaud            | 24. Juli 1984     | 24. Juli 1989     | RPR    | EDA      |                                                                        |
|      | Jacques Mallet             | 24. Juli 1984     | 24. Juli 1989     | UDF    | EVP      |                                                                        |
|      | Jean-François Mancel       | 24. Juli 1984     | 11. Dezember 1986 | RPR    | EDA      | Nachrücker: Charles E. Baur                                            |
|      | Georges Marchais           | 24. Juli 1984     | 24. Juli 1989     | PCF    | KOM      |                                                                        |
|      | Alain Marleix              | 1. Mai 1985       | 24. Juli 1989     | RPR    | EDA      | Nachgerückt für Bernard Pons                                           |
|      | Simone M.M. Martin         | 24. Juli 1984     | 24. Juli 1989     | PR     | LD/LDR   |                                                                        |
|      | Sylvie Mayer               | 28. April 1986    | 24. Juli 1989     | PCF    | KOM      | Nachgerückt für Jacqueline Hoffmann                                    |
|      | Didier Motchane            | 24. Juli 1984     | 23. Mai 1989      | PS     | SOC      | Nachrücker: Charles Wendeling                                          |
|      | Jean Mouchel               | 24. Juli 1984     | 24. Juli 1989     | RPR    | EDA      |                                                                        |
|      | François Musso             | 24. Juli 1984     | 24. Juli 1989     | RPR    | EDA      |                                                                        |
|      | Jean-Thomas Nordmann       | 24. Juli 1984     | 24. Juli 1989     | UDF    | LD/LDR   |                                                                        |
|      | Roger Palmieri             | 1. Juli 1987      | 24. Juli 1989     | FN     | ER       | Nachgerückt für Michel De Camaret                                      |
|      | Christiane Papon           | 29. Oktober 1987  | 24. Juli 1989     | UDF    | LD/LDR   | Nachgerückt für Jean-Pierre Cassabel                                   |
|      | Roger Partrat              | 1. April 1987     | 8. September 1988 | RPR    | EDA      | Nachgerückt für Jean-Pierre Roux, Nachrücker: Georges de Brémond d'Ars |
|      | Jean-Claude Pasty          | 24. Juli 1984     | 24. Juli 1989     | RPR    | EDA      |                                                                        |
|      | Nicole Pery                | 24. Juli 1984     | 24. Juli 1989     | PS     | SOC      |                                                                        |
|      | Pierre Pflimlin            | 24. Juli 1984     | 24. Juli 1989     | UDF    | EVP      |                                                                        |
|      | René-Emile Piquet          | 24. Juli 1984     | 24. Juli 1989     | PCF    | KOM      |                                                                        |
|      | Michel C. Poniatowski      | 24. Juli 1984     | 24. Juli 1989     | UDF    | LD/LDR   |                                                                        |
|      | Bernard Pons               | 24. Juli 1984     | 30. April 1985    | RPR    | EDA      | Nachrücker: Alain Marleix                                              |
|      | Gustave A. Pordea          | 24. Juli 1984     | 24. Juli 1989     | FN     | ER       |                                                                        |
|      | Pierre-Benjamin Pranchère  | 24. Juli 1984     | 24. Juli 1989     | PCF    | KOM      |                                                                        |
|      | André Rossi                | 24. Juli 1984     | 5. September 1986 | PR     | LD/LDR   | Nachrücker: Robert Delorozoy                                           |
|      | Jean-Pierre Roux           | 24. Juli 1984     | 31. März 1987     | RPR    | EDA      | Nachrücker: Roger Partrat                                              |
|      | Henri Saby                 | 24. Juli 1984     | 24. Juli 1989     | PS     | SOC      |                                                                        |
|      | Christiane Scrivener       | 24. Juli 1984     | 6. Januar 1989    | PR     | LD/LDR   | Nachrücker: Robert Batailly                                            |
|      | Jean-Pierre Stirbois       | 24. Juli 1984     | 15. April 1986    | FN     | ER       | Nachrücker: Gilbert Devèze                                             |
|      | Georges Sutra De Germa     | 24. Juli 1984     | 24. Juli 1989     | PS     | SOC      |                                                                        |
|      | Bernard Thareau            | 24. Juli 1984     | 24. Juli 1989     | PS     | SOC      |                                                                        |
|      | Jacqueline Thome-Patenotre | 24. Juli 1984     | 24. Juli 1989     | RPR    | EDA      |                                                                        |
|      | Raymond Tourrain           | 5. Dezember 1986  | 24. Juli 1989     | UDF    | EVP      | Nachgerückt für Pierre Bernard-Reymond                                 |
|      | Jean-Marie Vanlerenberghe  | 20. März 1986     | 24. Juli 1989     | RPR    | EDA      | Nachgerückt für Alain Juppé                                            |
|      | Marie-Claude Vayssade      | 24. Juli 1984     | 24. Juli 1989     | PS     | SOC      |                                                                        |
|      | Simone Veil                | 24. Juli 1984     | 24. Juli 1989     | UDF    | LD/LDR   |                                                                        |
|      | Paul Vergès                | 24. Juli 1984     | 24. Juli 1989     | PCF    | KOM      |                                                                        |
|      | Jacques Vernier            | 24. Juli 1984     | 24. Juli 1989     | RPR    | EDA      |                                                                        |
|      | Charles Wendeling          | 24. Mai 1989      | 24. Juli 1989     | PS     | SOC      | Nachgerückt für Didier Motchane                                        |
|      | Claude Wolff               | 24. Juli 1984     | 24. Juli 1989     | UDF    | LD/LDR   |                                                                        |
|      | Francis Wurtz              | 24. Juli 1984     | 24. Juli 1989     | PCF    | KOM      |                                                                        |